# 유성여자고등학교 (대전)
유성여자고등학교(儒城女子高等學校)는 대한민국 대전광역시 유성구 죽동에 위치한 사립 고등학교이다.

## 학교 연혁
- 1973년 6월 20일 : 학교법인 해광학원 설립인가, 홍광표 이사장 취임
- 1974년 1월 5일 : 유성여자고등학교(학년당 3학급, 계 9학급) 설립인가
- 1974년 1월 14일 : 초대 신구영 교장 취임
- 1974년 3월 7일 : 유성여자고등학교 개교 및 입학식
- 1977년 1월 15일 : 제1회 졸업식(168명)
- 2009년 3월 2일 : 교과교실제(C타입) 운영학교 지정
- 2016년 6월 30일 : 제3대 윤여웅 이사장 취임
- 2017년 3월 1일 : 학교법인 정훈학원(법인명 변경)
- 2017년 3월 1일 : 학년당 8학급 계 24학급 감축
- 2023년 1월 19일 : 제47회 졸업식(199명) 거행, 총 15,637명 졸업
- 2023년 3월 1일 : 제11대 황희태 교장 취임
- 2023년 3월 2일 : 제50회 입학식

## 참고 자료
- 유성여자고등학교 - 한국교육학술정보원 학교알리미